# Боярышниковые хлопья
Боярышниковые хлопья — китайские сладости, сделанные из плодов боярышника перистонадрезанного. Тёмно-розовые конфеты, как правило, представляют собой диски толщиной два миллиметра, их упаковывают в цилиндрические пачки, внешне похожие на китайские фейерверки. Некоторые китайцы употребляют хлопья в лечебных целях.

## Описание
Традиционно боярышниковые хлопья даются детям для дегельминтизации паразитов желудочно-кишечного тракта.
Сладкие хлопья продаются на специальных китайских рынках. Она, как правило, больше, чем шаньдунские лечебные хлопья (сладкие хлопья около 35—40 мм в диаметре, в то время как шаньдунские боярышниковые хлопья около 25 мм в диаметре).
Боярышниковые хлопья несколько раз изымались Управлением по санитарному надзору за качеством пищевых продуктов и медикаментов США (FDA) за содержание запрещённого искусственного красителя Понсо 4R (E124). Понсо 4R используется в Европе, Азии и Австралии, но не одобрен FDA США.
В настоящее время боярышниковые хлопья содержат Красный очаровательный АС (FD&C Red 40) для красной окраски. В Европе он не рекомендуется для потребления детьми, также в прошлом его запрещали в Дании, Бельгии, Франции и Швейцарии.